# Fernet con coca
El fernet con coca, también conocido como Fernando o su diminutivo Fernandito, es un cóctel que consiste en bebida de cola y fernet sobre hielo, típico de Argentina, donde es considerado un ícono cultural. También se expandió y se lo puede encontrar en algunos países limítrofes, como Paraguay, Uruguay y el estado del Río Grande do Sul, en el sur de Brasil. Se prepara generalmente con Coca-Cola y Fernet-Branca aunque existen otras marcas de este amaro en Argentina, tales como 1882, Capri, Ramazzotti y Vittone, e incluso productos con el cóctel ya preparado. El fernet con coca fue creado en la provincia de Córdoba, de la cual es un emblema.
En 2020, fue reconocido como un cóctel oficial de la IBA bajo el nombre «Fernandito».
Este cóctel se bebe usualmente como refresco y puede tener una alta graduación alcohólica, según las cantidades de fernet agregadas, la que suele ser disimulada por el efecto de las bebidas de cola que se le añaden.

## Historia

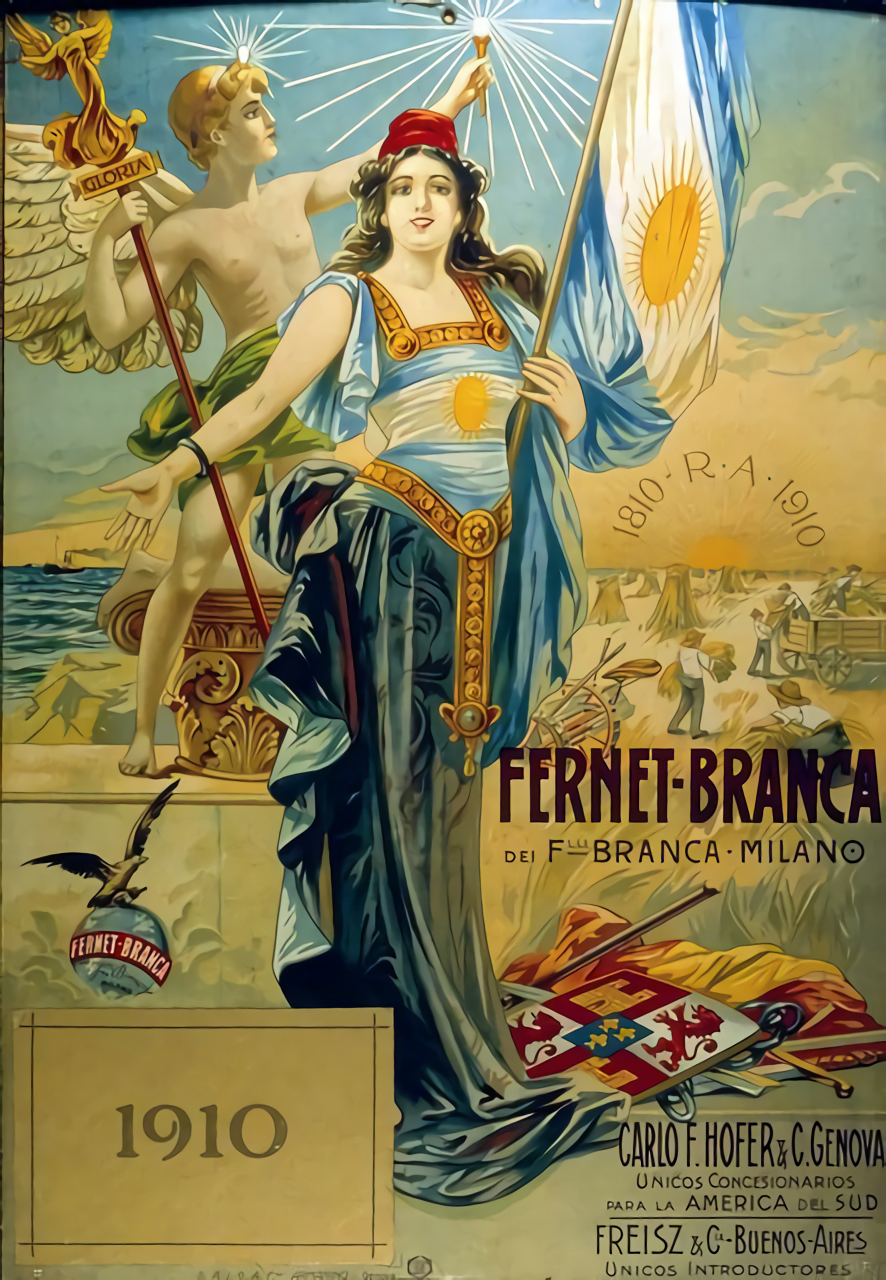
Publicidad de Fernet Branca de 1910, en homenaje al Centenario Argentino.

El fernet fue llevado a la Argentina por los inmigrantes italianos, que la consumían como aperitivo y digestivo. Pronto se extendió su consumo junto a copetines, combinado con agua, soda, vermú rojo o en cócteles; en la actualidad el más apreciado[cita requerida]  es el que resulta de se combinarlo con gaseosa sabor a cola.
La empresa Fratelli Branca Distillerie, creadora y dueña del fernet, reconoció en una revista [cita requerida] que la mezcla de esa bebida se inventó en la provincia argentina de Córdoba.

Tras un recorrido del actual presidente y administrador de la compañía, Niccolo Branca, por Buenos Aires, en una entrevista reconoce que "en Argentina, Branca es casi un mito" y que el fernet con cola es como una "bebida nacional que se comparte en las noches del porteño barrio de Palermo, en los bares de plaza Serrano y en todo el país, de sur a norte".
Además, asegura que "en Córdoba es donde nació el "Fernandito", tal como le llaman cariñosamente a la mezcla.

## Patrimonio cultural intangible de Córdoba
En los últimos años existe un debate sobre la posibilidad de declarar como patrimonio cultural intangible de la ciudad de Córdoba a la bebida Fernet con coca. 
El tema fue puesto en discusión entre los ciudadanos cordobeses, y algunos están de acuerdo, ya que se transformó con el tiempo en una bebida típica y representativa de la ciudad y la provincia, mientras que otros desaprueban la idea.

## Preparación
Se debe poner hielo en el recipiente, luego el fernet, la bebida de cola y por último si hace mucha espuma se debe cortar con más fernet.
Proporciones: 2 partes de hielo, 2 partes fernet y 6 partes de bebida cola, pudiendo variar según el gusto del bebedor.
También para tomar en grupo al estilo de Córdoba, la preparación ideal sería en un vaso de trago largo, cuya proporción recomendada debe ser: primero agregar hielo, después 30% de Fernet y por último 70% de gaseosa de cola, la cual debe agregarse de a poco, con el vaso inclinado para que la bebida no se termine colapsando por la espuma.